# Brian McGinn
Brian McGinn (Palo Alto, California, 10 de diciembre de 1984) es un director de cine y televisión, guionista, productor y showrunner norteamericano.

## Biografía

### Carrera
Brian McGinn nació en Palo Alto, California, el 10 de diciembre de 1984. Su madre era bibliotecaria de Historia del Arte y su padre profesor de Ética y Tecnología de Stanford. Asistió a la Escuela Secundaria de Palo Alto ya la Universidad de Duke, donde obtuvo en 2007 una licenciatura en Inglés y un certificado en el Programa de Cine/Video/Digital.
Sus primeros trabajos como director, productor y escritor fueron en los cortometrajes Llamas for Ken (2007) y The Frozen City (2008) y Carry (2009).
Entre 2011 y 2014 dirigió una serie de videos virales para el sitio web de videos de comedia y la productora de cine y televisión Funny or Die, protagonizada por Dave Franco, Christopher Mintz-Plasse y Alison Brie así como el especial de 2015 de Funny or Die para HBO, Ferrell Takes The Field, protagonizada por Will Ferrell.
En 2011 codirigió con Vanessa Roth el documental American Teacher y en 2012 escribió y dirigió The Record Breaker, un cortometraje sobre Ashrita Furman, el hombre que ostenta más récords Guinness de todos los tiempos. El documental ganó premios en el Big Sky Documentary Film Festival, el Full Frame Documentary Film Festival, el Palm Springs International ShortFest, el Cleveland International Film Festival y el New Orleans Film Festival.
Desde 2015 es uno de los productores ejecutivos y directores de la serie documental Chef's Table de Netflix, que le valió tres nominaciones a los Premios Emmy. Obtuvo otras dos nominaciones al Emmy por el documental de Netflix Amanda Knox, que produjo, escribió y dirigió.
Junto a David Gelb, su socio en la productora Supper Club junto a Jason Sterman, McGinn también es uno de los productores ejecutivos de la serie de Netflix Street Food.
En 2019 produjo la película Machine –un documental sobre Inteligencia Artificial– y en 2020 produjo la serie de Netflix Trial By Media, donde también dirigió un capítulo.
Como productor ejecutivo estuvo detrás de varios documentales originales de Disney+ como Marvel's 616, People & Places -una reposición de un programa emitido originalmente en los años 50 y 60-, A Spark Story, More Than Robots y Earthkeepers.
McGinn además fue productor de los documentales de Disney+ Obi-Wan Kenobi: A Jedi's Return, Olivia Rodrigo: Driving Home 2 U y Wolfgang, una película sobre el chef Wolfgang Puck de la cual él también es el guionista.

## Premios y nominaciones
| Año  | Premio                                                                                        | Resultado | Categoría                                 | Obra               |
| ---- | --------------------------------------------------------------------------------------------- | --------- | ----------------------------------------- | ------------------ |
| 2012 | Jury Award - Palm Springs International ShortFest                                             | Ganador   | Mejor Documental                          | The Record Breaker |
| 2012 | SXSW Grand Jury Award - SXSW Film Festival                                                    | Nominado  | Corto                                     | Would You          |
| 2013 | Grand Jury Award - New Orleans Film Festival                                                  | Ganador   | Documental Corto                          | The Record Breaker |
| 2013 | The Spalding and Jackson Award: In Celebration of Joy - Cleveland International Film Festival | Ganador   | Mención honorífica                        | The Record Breaker |
| 2013 | Full Frame Documentary Film Festival                                                          | Ganador   | Premio de la Audiencia                    | The Record Breaker |
| 2014 | Big Sky Documentary Film Festival                                                             | Ganador   | Mejor Documental Corto                    | The Record Breaker |
| 2015 | International Documentary Association                                                         | Ganador   | Mejor Serie                               | Chef's Table       |
| 2016 | International Documentary Association                                                         | Nominado  | Mejor Serie                               | Chef's Table       |
| 2016 | Critics' Choice Documentary Award                                                             | Nominado  | Mejor Director (TV/Streaming)             | Amanda Knox        |
| 2016 | Primetime Emmy Awards                                                                         | Nominado  | Mejor Documental o Serie de No Ficción    | Chef's Table       |
| 2017 | International Documentary Association                                                         | Nominado  | Mejor Serie                               | Chef's Table       |
| 2017 | The Webby Awards                                                                              | Ganador   | Video - Comida y Bebida                   | Chef's Table       |
| 2017 | Primetime Emmy Awards                                                                         | Nominado  | Mejor Documental o Especial de No Ficción | Amanda Knox        |
| 2017 | Primetime Emmy Awards                                                                         | Nominado  | Mejor guion para programa de No Ficción   | Amanda Knox        |
| 2017 | Primetime Emmy Awards                                                                         | Nominado  | Mejor Documental o Serie de No Ficción    | Chef's Table       |
| 2017 | Danish Film Awards (Robert)                                                                   | Nominado  | Mejor Documental                          | Amanda Knox        |
| 2019 | Primetime Emmy Awards                                                                         | Nominado  | Mejor Documental o Serie de No Ficción    | Chef's Table       |